# Paul Badura-Skoda
Paul Badura-Skoda (Vienna, 6 ottobre 1927 – Vienna, 25 settembre 2019) è stato un pianista, musicologo e didatta austriaco.

## Biografia

### Studi ed esordi
Nato a Vienna, città a cui fu legato per tutta la vita, dimostrò precoci doti musicali. Durante la guerra ebbe modo di ascoltare grandi concertisti, quali il pianista Edwin Fischer e i direttori d'orchestra Hans Knappertsbusch e Wilhelm Furtwängler; le loro interpretazioni, artisticamente notevoli e pervase da una forza non comune, lo impressionarono profondamente e rafforzarono la sua intenzione di diventare un musicista.
Nel 1945 entrò nel Conservatorio di Vienna e due anni dopo, nel 1947, la Gesellschaft der Musikfreunde gli conferì il primo premio in un concorso per giovani artisti austriaci, che consisteva in una borsa di studio per studiare con il pianista Edwin Fischer a Lucerna. L'incontro con il grande maestro e la successiva lunga amicizia furono fondamentali per l'evoluzione della sua personalità artistica e intellettuale. Divenuto assistente di Fischer, dopo la morte di quest'ultimo (avvenuta nel 1960) ne continuò la tradizione didattica, con corsi di perfezionamento a Vienna, Salisburgo, Edimburgo. Con il passare degli anni Badura-Skoda divenne uno degli insegnanti più stimati nel panorama pianistico della nostra epoca.
Si interessò anche alla direzione d'orchestra (specialmente dirigendo dal pianoforte i concerti solistici del periodo classico) e alla composizione.

### Carriera concertistica
Come concertista, fu notato già nel 1949 da Furtwängler e Herbert von Karajan, che lo invitarono a suonare con loro e contribuirono così all'avvio della sua carriera, durata oltre 70 anni. Debuttò quindi al Festival di Salisburgo e a New York nel 1953.
Oltre ai già citati, si esibì al fianco di direttori quali Josef Krips, Karl Böhm, Hermann Scherchen, Artur Rodziński, Lorin Maazel, George Szell, Charles Mackerras, Georg Solti e con il grande violinista David Ojstrach, tenendo concerti in tutto il mondo. Con altri due importanti pianisti austriaci, Friedrich Gulda e Jörg Demus, costituì la cosiddetta troika viennese. In particolare con Demus costituì un duo pianistico che riportò lo spirito viennese del "musizieren" all'attenzione internazionale.
Nel 1970, in occasione del bicentenario della nascita di Beethoven, curò assieme a Jörg Demus l'analisi ed esecuzione delle 32 sonate per pianoforte per la televisione tedesca, cui seguirono concerti in Messico, Chicago, Parigi, Vienna e Barcellona.

### Incisioni e repertorio
Badura-Skoda ha inciso più di 200 dischi, inclusi cicli completi delle sonate di Mozart, Beethoven e Schubert. Oltre ai classici viennesi, si dedicò a lungo a Bach e Chopin, senza dimenticare gli autori contemporanei, come lo svizzero Frank Martin, che, fra le altre opere, gli dedicò un concerto per pianoforte ed orchestra, eseguito in prima assoluta nel 1970.
Tra i primi sostenitori dell'uso di strumenti originali, li utilizzò anche nelle registrazioni su disco, per esempio nell'integrale delle sonate di Mozart al fortepiano.
A 14 anni, spinto dal patrigno Anton Skoda, aveva imparato a suonare la fisarmonica e, l'anno successivo (1942), incise con tale strumento vari pezzi, tra cui alcuni tango e una sua virtuosistica trascrizione dell'ouverture de La gazza ladra di Rossini.

### Studi musicologici
Studioso autorevole e rigoroso, considerava fondamentale il far rivivere lo spirito dell'opera così come creata dal compositore. Per varie case editrici di massima importanza (Wiener Urtext, Henle Verlag) ha curato la revisione di centinaia di autografi e testi originali. Oltre al più noto lavoro su Mozart e Schubert, molto apprezzate e lodate dallo studioso chopiniano Gastone Belotti sono anche le sue edizioni di Chopin.
Nel 1957 aveva dato alle stampe la prima edizione dell'altrettanto importante testo sull'interpretazione mozartiana, Mozart-Interpretation, scritto in collaborazione con la moglie Eva Badura-Skoda ed edito per la prima volta in Italia nel 1980 col titolo L'interpretazione di Mozart al pianoforte.
Nel 1990 condensò i risultati del suo quarantennale studio dell'opera di Johann Sebastian Bach nel poderoso volume Bach Interpretation: Die Klavierwerke Johann Sebastian Bachs (edito in italiano nel 1998 con il titolo Interpretare Bach su strumenti a tastiera), testo fondamentale sull'argomento.

## Incisioni
- Mozart. Pianoforte Sonatas. Fortepiano 1790 Johann Schantz. Astree Naive.
- Wolfgang Amadeus Mozart. Works for piano. Fortepiano Anton Walter 1790. Gramola.
- Paul Badura-Skoda, Musica Florea. Wolfgang Amadeus Mozart. Piano concertos K.271, K.414. Fortepiano Walter 1792 (Paul McNulty). Arcana.
- Franz Schubert. Fantaisie Pour le Piano-forte. Fortepiano Conrad Graf 1824. Astree.
- Charles Mackerras, Paul Badura-Skoda, Polish Radio Symphony Orchestra. Shostakovich. Symphony No.9; Scriabin, Piano Concerto; Dvořák, Symphonic Variations. Pristine Audio.
- Paul Badura-Skoda, Vienna Symphony Orchestra, Henry Swoboda. Rimsky-Korsakov. Piano Concerto. Pristine Audio.